# Derribo del Boeing CH-47 Chinook de 2011
El 6 de agosto de 2011, un helicóptero militar estadounidense que operaba con el distintivo de llamada Extortion 17 fue derribado mientras transportaba una Fuerza de Reacción Rápida que intentaba reforzar una unidad del Comando Conjunto de Operaciones Especiales del 75.º Ranger Regimiento en el valle de Tangi en la provincia de Maidan Wardak, al suroeste de Kabul, Afganistán.
El desastre acabó con la vida de las 38 personas a bordo, incluidos 17 de la SEAL de la Marina de Estados Unidos, dos del Pararrescate de la Fuerza Aérea de los Estados Unidos, un miembro del Equipo de Control de Combate de la Fuerza Aérea de los Estados Unidos, un piloto y dos tripulantes de la Reserva del Ejército de los Estados Unidos, un piloto y un tripulante de la Guardia Nacional del Ejército de los Estados Unidos, siete miembros de las Fuerzas de Seguridad Nacional Afganas y un intérprete afgano, así como un perro de trabajo militar estadounidense. Con 31 militares estadounidenses muertos, el derribo representa la mayor pérdida de vidas estadounidenses en un solo incidente en la Operación Libertad Duradera-Afganistán, superando los 16 perdidos el 28 de junio de 2005 en el derribo de otro helicóptero MH-47 del 160º Regimiento de Aviación de Operaciones Especiales, durante la Operación Red Wings.

## Antecedentes
En marzo de 2009, la 10.ª División de Montaña de EE. UU. estableció una base en el valle de Tangi tras el aumento de la actividad de los talibanes en la zona. Las fuerzas de la Policía Nacional de Estados Unidos, Francia y Afganistán llevaron a cabo un barrido de la zona durante tres días, después de lo cual se consideró segura. En abril de 2011, las fuerzas estadounidenses entregaron el control de Combat Outpost Tangi a las fuerzas del gobierno afgano. Sin embargo, las fuerzas del gobierno afgano no ocuparon la base, por lo que fue tomada por los talibanes poco después de la salida de las fuerzas estadounidenses.
Las fuerzas estadounidenses continuaron realizando operaciones en la zona, principalmente a través de helicópteros y utilizando fuerzas especiales, encontrando así la resistencia de los combatientes talibanes en varias ocasiones.

## Eventos
Luego de que los servicios de inteligencia estadounidenses descubrieron que en 2011 el líder talibán, Qari Tahir, posiblemente se encontraba en el valle de Tangi, provincia de Wardak, Afganistán, las fuerzas estadounidenses locales lanzaron una misión para detenerlo o matarlo.  A las 22:37 (hora local) de la noche del 5 de agosto, unos 47 Rangers del ejército estadounidense partió de la base de operaciones avanzada en la provincia de Logar a través de dos helicópteros Boeing CH-47, uno de los cuales estaría involucrado más tarde en el accidente. Después de un vuelo de veinte minutos (alrededor de las 23:00) los dos helicópteros aterrizaron cerca del complejo, que aparentemente llevaban al líder talibán, descargaron a los 47 Rangers y regresaron a la base.
La misión se consideró de alto riesgo. Entonces, dos helicópteros AH-64 Apache, un combatiente AC-130 y otras aeronaves ISR de inteligencia, vigilancia y reconocimiento (ISR, por sus siglas en inglés) adicionales apoyaron los transportes de tropas en su aproximación y permanecieron con las fuerzas terrestres después. Diecisiete de la SEAL de la Marina de EE. UU. permanecieron en reserva en la base de operaciones avanzada. 
Cuando los Rangers se acercaron al recinto objetivo, un avión ISR observó a varias personas que abandonaban el recinto. Este grupo creció en número a lo largo de la noche, pero las fuerzas estadounidenses al principio estaban demasiado preocupadas para participar. A las 23:30, uno de los helicópteros de apoyo Apache entabló una breve escaramuza con un grupo diferente de ocho combatientes talibanes a 400 m (440 yardas) al norte del complejo, matando a seis de estos. 
Por separado, la aeronave ISR continuó observando al grupo no involucrado desde el complejo. Originalmente solo dos personas, el grupo eventualmente acumuló un total de 9 a 10 combatientes, y el comandante del grupo de trabajo de operaciones especiales y el comandante de la Fuerza de Reacción Inmediata empezaron a preocuparse de que pudiera incluir a Tahir. A la 01:00, decidieron involucrar al grupo con las reservas SEAL. 
Casi una hora después (01:50), el comandante de la brigada de aviación aprobó una nueva zona de aterrizaje para la infiltración del equipo SEAL. La zona de aterrizaje había sido examinada para una misión anterior, pero aún no se había utilizado. 
A las 02:00, el comandante de la fuerza de tareas de operaciones especiales y el comandante de la Fuerza de Reacción Inmediata decidieron agregar refuerzos adicionales (no de la SEAL), aumentando el tamaño del equipo a 33. Para acelerar el desembarco, todas las tropas se cargaron en un solo helicóptero CH-47D para transporte; el otro Chinook se acercaría de segundo a la zona de aterrizaje como señuelo. Alrededor de las 02:23, los dos helicópteros partieron de la base de avanzada. 
Mientras tanto, el grupo de combatientes talibanes se dividió en dos. A las 02:15, un grupo de tres combatientes talibanes tomó posición en un grupo de árboles, mientras que los restantes 6-7 hombres entraron en un edificio ubicado a unos 2 km (1,2 millas) del complejo objetivo. Más tarde, los dos helicópteros AH-64 Apache estarían ocupados en rastrear a esos dos grupos de talibanes y, por lo tanto, no podrían proporcionar vigilancia o apoyo de fuego al helicóptero de entrada que transportaba al equipo SEAL.
Seis minutos antes de llegar a la zona de aterrizaje, el CH-47D vacío abandonó la formación como estaba planeado. El helicóptero que transportaba a los SEAL se dirigió a la zona de aterrizaje solo, sin iluminación externa. Durante la inserción del Ranger esa misma noche, el CH-47D se había acercado desde el sur, esta vez, se acercó desde el noroeste. El helicóptero hizo su última transmisión de radio indicando que estaba a un minuto de la zona de aterrizaje, luego descendió a una altitud de 100 a 150 pies (30 a 46 m) y redujo la velocidad a 50  nudos (58 mph; 93 km/h) a medida que se acercaba a la zona de aterrizaje. 
Alrededor de las 02:38, al helicóptero se le lanzó un misil y fue inmediatamente derribado por un grupo de combatientes talibanes que no habían sido detectados anteriormente, aproximadamente a 220 m al sur del helicóptero. El grupo disparó 2-3 rondas de RPG desde un edificio de dos pisos, el segundo de los cuales golpeó una de las tres palas del rotor de popa del helicóptero. La explosión resultante destruyó el conjunto del rotor de popa. En menos de cinco segundos, el helicóptero se estrelló, matando a todos los ocupantes, y aproximadamente 30 segundos después uno de los helicópteros AH-64 Apache comunicó por radio el accidente. 
Seis minutos después, los Rangers concluyeron asegurando el recinto, detuvieron a varias personas y luego comenzaron a moverse a pie hacia el lugar del accidente. Llegaron al lugar del accidente a las 04:12 y no encontraron supervivientes. Varios minutos después, un equipo Pathfinder de 20 hombres especializados en rescate y recuperación de aviones derribados también llegó al sitio. 
A las 16:25, todos los restos fueron sacados del lugar del accidente en un convoy terrestre y transportados al puesto avanzado de combate Sayyid Abad. La recuperación de los restos del lugar del accidente duró hasta el 9 de agosto.

## Víctimas
Los muertos incluyen a:
- Quince de la SEAL de la Armada de Estados Unidos y un guía de perros de trabajo militar de la escuadrilla de Oro del Grupo de Desarrollo de Guerra Especial Naval.[13]
- Dos de la SEAL de la Marina de los EE. UU. del Grupo 1 de Guerra Especial Naval.[13]
- Cuatro del Personal de apoyo de la Guerra Especial Naval, dos técnicos de eliminación de artefactos explosivos, un técnico de criptología y un técnico de sistemas de información.
- Tres del personal de la Reserva del Ejército de los EE. UU. del 7° Batallón del 158° Regimiento de Aviación.
- Dos efectivos del Ejército de los EE. UU. del 2° Batallón del 135° Regimiento de Aviación, parte de la Guardia Nacional del Ejército de Colorado.[14][15][16]
- Dos paracaidistas de la Fuerza Aérea de los EE. UU. del 24° Escuadrón de Tácticas Especiales.
- Un controlador de combate de la Fuerza Aérea de los EE. UU. del 24° Escuadrón de Tácticas Especiales.
- Siete comandos del ejército nacional afgano, parte del ejército nacional afgano.
- Un intérprete civil afgano.
- Un perro de trabajo militar estadounidense.[17]

Los treinta estadounidenses muertos representan la mayor pérdida de vidas militares estadounidenses en un único incidente en la década de duración de la Guerra de Afganistán que comenzó en 2001.

## Consecuencias
En ese mismo día por la tarde, una inundación repentina barrió la zona arrasando con partes de los restos.
Los primeros informes de los medios sugirieron que el ejército había tardado en recuperar las grabadoras de vuelo del Chinook derribado y, como consecuencia, las grabadoras habían sido arrastradas por la inundación. Estos informes eran erróneos, pues la estructura del CH-47D no contiene cajas negras (aunque el variante MH-47 tienen un registrador de datos de vuelo y voces de cabina).
Durante años después del derribo del Extortion 17, hubo muchas teorías sobre un posible encubrimiento del gobierno. La declaración oficial del Comando Central de Estados Unidos afirma que un combatiente talibán anotó un tiro afortunado con una granada propulsada por cohete en el helicóptero CH-47 Chinook. Se informó que los combatientes talibanes no tenían información sobre la trayectoria de vuelo del helicóptero y que habían estado en el lugar correcto en el momento adecuado. Un funcionario del Departamento de Defensa afirmó que no hubo filtraciones de los afganos. Las familias y otros ciudadanos preocupados plantearon dudas sobre esta historia a pesar de que el equipo de la SEAL de la Marina de los EE. UU. a bordo del Extortion 17 había sido un escuadrón diferente al que había llevado a cabo la redada que mató a Osama bin Laden tres meses antes. Las teorías sugieren que se había filtrado información de las fuerzas afganas a los talibanes sobre la misión, lo que permitió a los talibanes planificar y llevar a cabo el ataque contra Extorsión 17.

## Noticias e informe del derribo

### Televisión
El 12 de agosto, Jim Lehrer de PBS NewsHour, anunció que reportaría el Cuadro de Honor al final del programa con los nombres y fotografías de los 30 hombres. Él dijo: "Y ahora, a nuestro cuadro de honor del personal de servicio estadounidense muerto en los conflictos de Irak y Afganistán, ayer el Pentágono dio a conocer los nombres de los 30 soldados. Los de la Marina, la SEAL, aquellos soldados y aviadores, muertos en el helicóptero derribado por insurgentes en el este de Afganistán el fin de semana pasado, aquí, en silencio, están los nombres y fotografías de los 30 hombres". ABC News informó que un helicóptero fue derribado por insurgentes afganos. NBC News informó que el Pentágono dio a conocer los nombres de los 30 estadounidenses que fueron asesinados el pasado fin de semana el jueves.

### Periódicos
The New York Post informó que el Pentágono publicó 30 nombres del accidente. Kevin Sieff y Greg Jaffe del The Washington Post, informaron que los funcionarios estadounidenses confirmaron las muertes, incluidos los 22 de la SEAL. The Seattle Times y The New York Times también lo informaron.

## Hechos posteriores
Después del derribo del Extortion 17, el insurgente responsable utilizó una radio de dos vías para presumir ante otros sobre el acto. Los aviones de inteligencia de señales estadounidenses interceptaron estas transmisiones y, posteriormente, rastrearon al individuo y a su cómplice. Los funcionarios de inteligencia estadounidenses identificaron a este individuo como "OBJETIVO GINOSA". La noche del 8 de agosto un F-16 lanzó cuatro bombas JDAM sobre el hombre, su cómplice y cuatro asociados en el valle de Chak, que se encuentra al oeste del valle de Tangi. Monitoreado y controlado por un controlador de ataque de terminal conjunto en el vástago de la base de operaciones avanzada a través de un vehículo aéreo no tripulado General Atomics MQ-1 Predator, los seis murieron y se confirmó positivamente que murieron por el ataque con bomba y los ataques posteriores de un avión   con armamento pesado de ataque a tierra  Lockheed AC-130 y dos helicópteros de combate Boeing AH-64 Apache.
El 10 de agosto, el ejército estadounidense declaró que el insurgente que disparó la granada propulsada por cohete había muerto solo dos días después en un ataque aéreo F-16 , y solo dijo que la inteligencia obtenida sobre el terreno proporcionaba "un alto grado de confianza" en que la persona estaba entre los muertos en el ataque aéreo de dos días antes, pero no proporcionó más detalles.
Durante la misma conferencia de prensa del Pentágono en la que anunció que el ataque aéreo del F-16 había incapacitado a menos de 10 de los insurgentes involucrados, el comandante de la Fuerza Internacional de Asistencia para la Seguridad en Afganistán, John R. Allen, dijo que la investigación militar sobre el derribo del helicóptero también examinaría si los disparos de armas pequeñas u otras causas podrían haber contribuido al derribo. 
Tras la retirada de las fuerzas estadounidenses en abril de 2011, el valle de Tangi se convirtió en una importante zona de preparación para los ataques contra Kabul (ubicado a solo 60 millas de distancia). El valle de Tangi permaneció bajo el control de los talibanes hasta abril de 2013, cuando más de 1000 miembros de las fuerzas de seguridad afganas lanzaron una ofensiva en un esfuerzo por despejar la zona de combatientes talibanes.
En octubre, el Comando Central de Estados Unidos anunció que una investigación llevada a cabo tras el derribo concluyó que todas las decisiones operativas, vinculadas al incidente, se consideraron tácticamente sólidas. El artículo establece que el helicóptero se estrelló después de que una ronda de RPG impactara el conjunto del rotor de popa. 
En 2013, Jason Chaffetz dijo que llevaría a cabo una investigación del Subcomité de Supervisión de Seguridad Nacional de la Cámara de Representantes de los Estados Unidos sobre el asunto. En la audiencia posterior de febrero de 2014, el representante del Pentágono Garry Reid defendió la decisión de emprender la misión y negó que los talibanes tuvieran conocimiento previo de la misma; más bien, dijo que los militantes habían ocupado una posición táctica fuerte sin conocimiento de la trayectoria de vuelo del helicóptero.
En 2017, el capitán de la Fuerza Aérea Joni Márquez, el oficial de fusilamiento de una cañonera AC-130 que acompañó al Extortion 17 en el vuelo final, hizo una afirmación similar. Los helicópteros de asalto Ranger ya se habían enfrentado al enemigo y habían matado a seis de los ocho insurgentes, lo que provocó que los otros dos se retiraran. "Hice que los operadores de los sensores cambiaran inmediatamente a los ocho insurgentes que habían sacado los helicópteros", dijo Márquez a Circa, en su primera entrevista sobre el incidente y que dos estaban todavía vivos. El Capitán Márquez afirma que si se hubiera permitido que el AC-130 disparara contra los insurgentes enemigos restantes, la Extorsión 17 no habría sido derribada. Las advertencias de su tripulación para hacer retroceder al Chinook o cancelar, su misión no fueron escuchadas.
El general, Stanley McChrystal, endureció las reglas estadounidenses de enfrentamiento en 2009 para mejorar la estrategia de contrainsurgencia estadounidense. McChrystal citó una anterior dependencia excesiva de la potencia de fuego y la protección de la fuerza y la necesidad de reducir las bajas civiles y ganar la cooperación de la población local.